# 金澤港
金澤港（日语：／ Kanazawa Kō）是位於日本石川縣金澤市西部、面向日本海的港灣，為國土交通省指定的重要港灣之一，由石川縣所擁有並營運管理。港區橫跨大野、金石及大濱地區，設有多座岸壁與泊地，具備雜貨運輸、集裝箱物流及國際郵輪靠泊等多元功能。
金澤港於1970年11月1日正式開港，是金澤市邁向現代物流與產業發展的重要基礎設施。雖然早在20世紀中期已有金石地區的傳統港口設施，但自1970年起陸續興建大濱地區等現代化碼頭後，港區才逐步成為北陸地方的主要海運樞紐之一。近年，港口設施持續升級，並於2020年啟用「金澤港口碼頭旅客中心」（Kanazawa Port Cruise Terminal），積極拓展郵輪觀光與國際接駁功能。

## 沿革
金澤港的歷史可追溯至古代，並隨著地區港口合併與現代化工程，逐步發展為北陸地區的重要港灣：
- 在奈良時代至江戶時代，大野港為日本與渤海國交流的重要據點，江戶時代則作為北前船航路的中繼港而繁盛。金石地區亦因商人錢屋五兵衛的經營，形成活躍的海運貿易網絡。
- 1954年（昭和29年）7月10日，大野港與金石港合併為「金澤港」，成為地方重要港口，但當時仍以傳統港區為主，尚未進行現代化整備。
- 1963年（昭和38年）的「三八豪雪」導致陸上交通中斷，引發石油與生活物資短缺，促使地方政府推動現代港口建設。[8]
- 1964年（昭和39年），金澤港被指定為「重要港灣」，隨後採用掘入式港灣設計，進行大規模填海與碼頭建設。
- 1966年（昭和41年）10月27日舉行起工典禮，至1969年完成基礎建設工程。
- 1970年（昭和45年）10月20日，依《關稅法》正式認可為對外開放港口，同年11月1日舉行開港典禮，標誌著金澤港邁入現代化階段。
- 1970年代陸續完成多座主要碼頭，包括1972年戶水岸壁、1973年無量寺岸壁、1974年大野岸壁與1978年御供田岸壁等設施。[9]
- 1988年與1997年，金澤港分別開通日本－韓國與日本－中國的定期集裝箱航線。
- 2008年11月，大濱埠頭水深12公尺的多功能國際碼頭啟用。
- 2011年至2018年間，金澤港陸續引進門式起重機、RORO船對應設施，並與橫濱港簽訂郵輪合作協議。
- 2020年6月1日，「金澤港口碼頭旅客中心」（金沢港クルーズターミナル）正式啟用，可對應超大型郵輪，成為日本海沿岸重要的郵輪母港。
- 2022年以後，金澤港以「港口綠洲」（みなとオアシス）為核心，推動文化旅遊開發，並與神戶港合作啟動「令和北前船」觀光航線。[10]

## 設施
金澤港擁有多樣化的港灣設施，涵蓋貨運、旅客、石油及漁業用途，並配備完善的岸壁與港區基礎設施：

### 泊地與岸壁
金澤港設有22個泊位，分佈於8個主要碼頭。各主要岸壁如下：
- 大濱岸壁：水深約12至13公尺，碼頭長度約400公尺，可同時停泊1艘3萬載重噸級或2艘2萬噸級貨輪。
- 無量寺岸壁：水深約10公尺，長度約320至390公尺，可停靠10萬總噸級大型郵輪。
- 戶水岸壁：水深約10公尺，碼頭長370公尺，可容納2艘中型船舶。
- 御供田岸壁：水深約10公尺，總長度540公尺，可容納3艘中型船舶。
- 石油岸壁：水深約7公尺，長度約600公尺，可同時停泊多艘油輪。

此外，另有大野、西岸、小型多功能泊位等設施支援多種用途。

### 防波堤與港灣結構
- 大野西防波堤長度約3,210公尺。
- 金石西防波堤長度約902公尺。
- 港區為掘入式設計，利於港內波浪安定與船舶操縱。

### 倉庫與野積場
港區設有多座貨物上屋與野積場，包括縣營上屋與物流倉庫設施，提供貨物堆存、臨時裝卸與保稅用途。主要集中於御供田、大濱與戶水碼頭附近。

### 起重與港口設備
港口配備各型裝卸機械，包括固定式起重機、門式起重機、堆高機與自走式拖車等，以支援集裝箱與雜貨貨物的高效率裝卸。

### 郵輪旅客設施
2020年啟用的金澤港口碼頭旅客中心（位於無量寺岸壁），為專門服務國際郵輪乘客而設，設有CIQ設施、候船大廳、觀景平台、多功能空間與停車場，可對應10萬總噸級郵輪靠泊與大量人流進出。

## 航綫
金澤港目前提供多條國際商用與客運航綫，支援貨運與郵輪服務：

### 國際集裝箱及RORO航綫
根據石川縣港灣部與金澤港振興協會資料顯示（截至 2025 年）：
- 韓國航綫（釜山、蔚山、光陽等）：具備定期班輪服務，每週約 3–5 班
- 中國航綫（上海、大連、寧波、青島、連雲港）：定期班輪，每週 2–3 班
- 韓中混合航綫：橫跨釜山與上海等港，每週 1 班
- RORO（滾裝船）航綫：韓國（如釜山、馬山），每週 約 1–2 班
- 透過釜山中轉，金澤港亦可連接東南亞、北美與歐洲等全球航綫網絡。

### 郵輪航綫
- 金澤港自 2020 年啟用專屬「金澤港口碼頭旅客中心」後，紛獲國際郵輪加碼營運：
- 每年約有 約 40–50 艘郵輪造訪，搭配觀光行程與文化體驗
- 寄港行程主要包括環日本海航綫，並逐步拓展至亞洲其他區域及歐美目的地

### 定期航線與物流服務
金澤港官方每年度發布《定期航線圖》與詳細時刻表，標示各條航線之港口、船期與頻率。為鼓勵使用集裝箱與RORO航線，港方設有相關補助政策，支援本地出口企業及國際轉運業者。
此外，透過與釜山港等樞紐港口的聯動，金澤港亦具備連接東南亞、歐洲與北美的中轉能力，成為北陸地區出口貨物的重要出海口。

## 事件

### 作業船擱淺事故
2013年10月8日中午約13時40分，一艘名為「雄山丸」（435 噸，作業兼調查船）在金澤港大野岸壁附近海域因船長航行路徑偏離，擱淺於水深僅約3.6公尺的淺灘區。當時船上共27人（船員與調查員），無人受傷。經一座僚船於14時20分時成功拖離擱淺，14時45分回到岸壁靠泊。调查指出，船長未充分注意港內浚渫區域及淺水區，造成擱淺事故。

### 遊輪擱淺事故
2025年4月18日下午5時許，一艘葡萄牙籍的探險郵輪於離港時，在港內淺灘擱淺。船上乘客126人與船員86人均安抵，未造成人員傷亡，也無漏油或進水情況。事故後，經拖船協助船體脫困，並於近兩小時後安全停靠於五郎島岸壁。這是金澤港首起遊輪擱淺事件，海上保安部目前持續調查原因。

## 外部連結
金澤港
- 一般社団法人 金沢港振興協会
- 石川県金沢港湾事務所
- 金沢港 - 国土交通省北陸地方整備局金沢港湾・空港整備事務所
- みなとオアシス金沢港 - 国土交通省北陸地方整備局

金澤港郵輪碼頭
- 金沢港クルーズターミナル
- 金沢港クルーズターミナル的X（前Twitter）